# Parauchenoglanis monkei
Parauchenoglanis monkei är en fiskart som först beskrevs av Keilhack, 1910.  Parauchenoglanis monkei ingår i släktet Parauchenoglanis och familjen Claroteidae. IUCN kategoriserar arten globalt som nära hotad. Inga underarter finns listade i Catalogue of Life.